# Шлиттер, Ханс
Ханс Шлиттер (нем. Hanns  Schlitter; 8 марта 1859, Виченца — 9 мая 1945, Вена) — австрийский историк.
Сын полицейского чиновника Иоганна Шлиттера (1829—1901), много работавшего в итальянских землях Австро-Венгрии, а к концу жизни руководившего полицией Брюнна.
Изучал историю в Венском университете, в том числе у Макса Бюдингера, Оттокара Лоренца и Генриха фон Цейссберга. В 1884 г. защитил докторскую диссертацию, после чего некоторое время с научными целями провёл в США. В 1884—1918 гг. работал в Государственном и придворном архиве Австро-Венгрии, с 1913 г. его директор. В 1904 г. габилитирован, в том же году выступил одним из членов-учредителей Общества изучения новейшей истории Австрии. Член-корреспондент Австрийской академии наук (1919).
На основе докторской диссертации опубликовал книгу «Отношения Австрии с Америкой, 1782—1885» (нем. Die Beziehungen Österreichs zu Amerika, 1782–1885). В 1916 г., в условиях Первой мировой войны, выпустил книгу «Судьба поляков в России и Австрии» (нем. Das Los der Polen in Rußland und Österreich). В основном же научные интересы Шлиттера были сосредоточены во второй половине XVIII — начале XIX веков: он опубликовал ряд крупных массивов переписки государственных деятелей соответствующей эпохи (в частности, переписку императора Иосифа II с наместником в Австрийских Нидерландах), а в 1907 г. вместе с графом Рудольфом Кевенхюллер-Мечем приступил к изданию дневников прапрадеда последнего, Иоганна Йозефа Кевенхюллер-Меча, крупного придворного Марии Терезии (к 1925 году вышли 7 томов, 8-й появился только в 1972 г.).